# Atrichopogon victoriae
Atrichopogon victoriae är en tvåvingeart som beskrevs av Meillon 1942. Atrichopogon victoriae ingår i släktet Atrichopogon och familjen svidknott. Inga underarter finns listade i Catalogue of Life.